# 见血封喉属
见血封喉属（学名：Antiaris）是桑科下的一个属，为常绿乔木植物。只有唯一的1种箭毒木，分布于热带非洲、印度、马来半岛地区。